# TATA盒

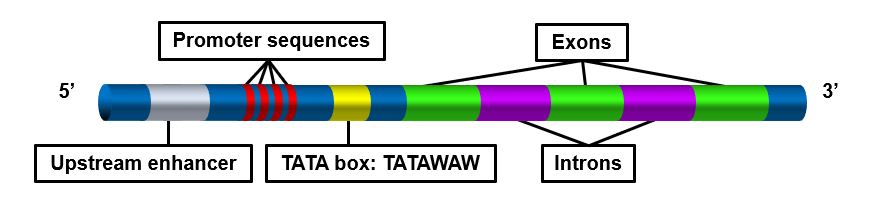
图1. TATA盒的结构元素。 TATA盒共有序列为TATAWAW，其中W为A或T。

TATA盒（英語：TATA box）又稱高得堡-哈葛尼斯箱（英語：Goldberg-Hogness box），是一段DNA序列，位於真核生物和古菌的轉錄啟動子上，大約位在轉錄起始點上游第25個鹼基對。TATA盒是RNA聚合酶II結合的位置。TATA盒的细菌同源物称为普里布諾盒（Pribnow box），其共有序列较短。
TATA盒在轉錄的過程中，時常和一種TATA结合蛋白（TATA binding protein，TBP）結合，TBP負責把DNA雙螺旋鬆開；由於TATA盒富含T和A，使得這個過程較為容易（A、T之間只有2條氫鍵）。
在RNA聚合酶II接上之前，轉錄因子IID（TFIID）率先接上TATA盒，隨後TFIIA、TFIIB、TFIIF、TFIIE、TFIIH等轉錄因子也分別接到TFIID結合位的上下游，形成一團複合物。最後，RNA聚合酶II辨認出轉錄因子的複合物，並附著上去開始轉錄。